# Żydowska Brama

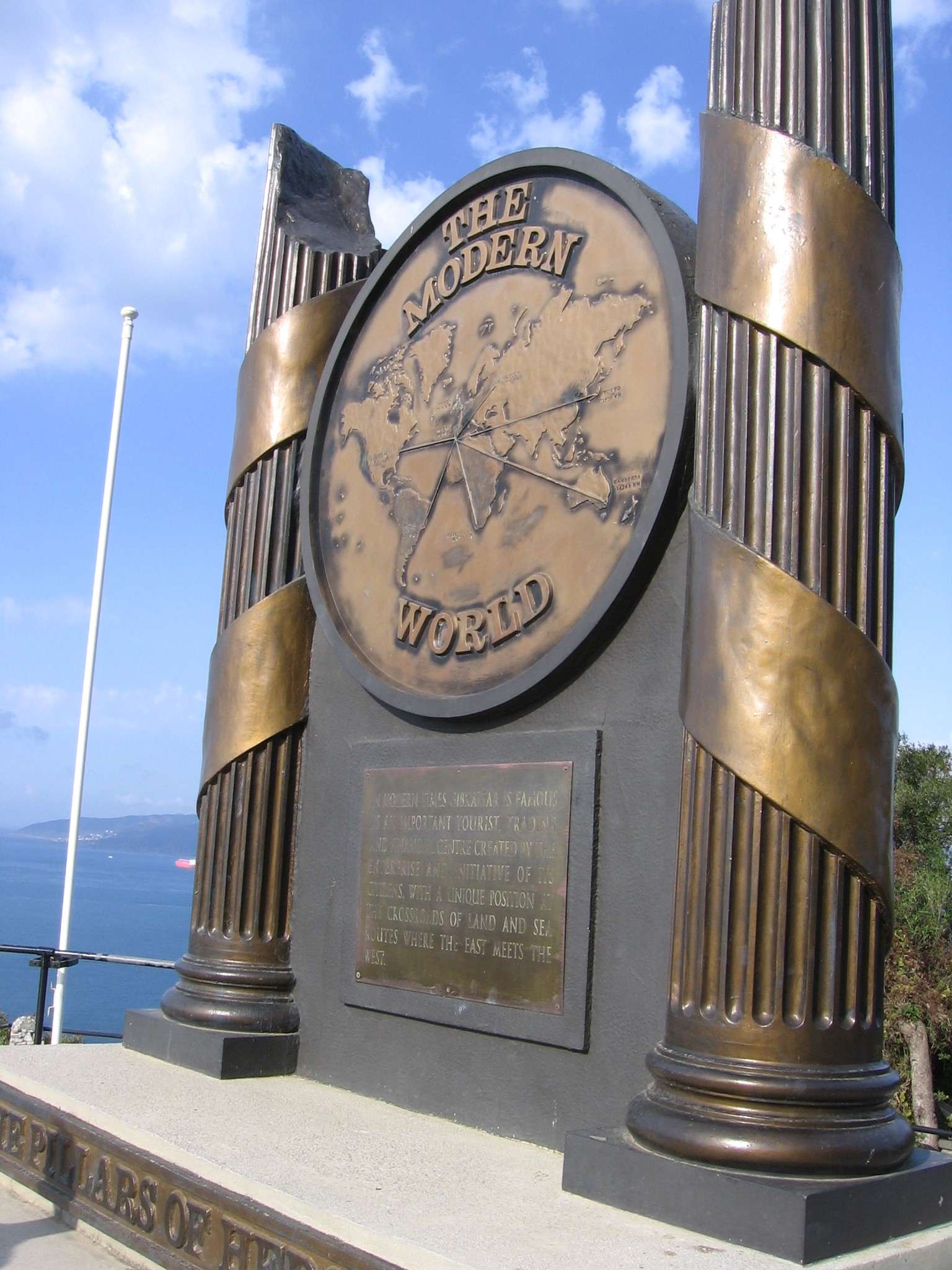
Monument symbolizujący Słupy Heraklesa – mapa świata współczesnego

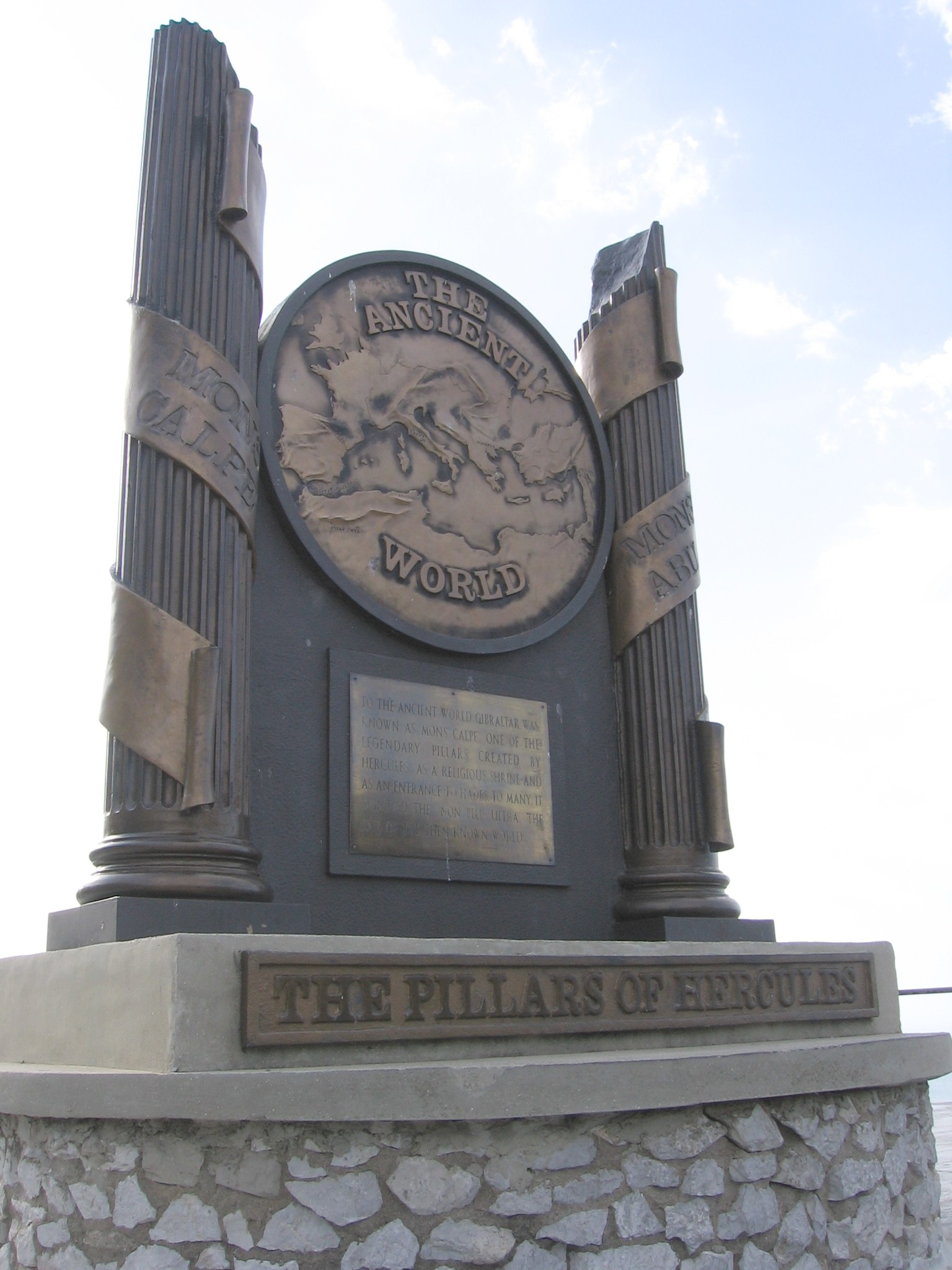
Mapa świata starożytnego po przeciwnej stronie monumentu

Żydowska Brama (ang. Jews' Gate) – miejsce na znajdującej się na Gibraltarze "Drodze Królowej" (Queen's Road), prowadzącej w górę Skały Gibraltarskiej; powyżej Jews' Gate zaczyna się Rezerwat Natury Skały Gibraltarskiej (Upper Rock Nature Reserve), a na skalnej terasie ustawiono tu brązowy monument przedstawiający Słupy Heraklesa, a pomiędzy nimi tarczę przedstawiającą mapę świata: po stronie zachodniej współczesnego, a po przeciwnej – antycznego. W pobliżu znajduje się stary cmentarz żydowski.
W języku angielskim określenie Jews' gate oznacza także małe drzwi (furtkę) w większej bramie, umożliwiające przechodzenie pojedynczych osób bez konieczności otwierania całej bramy.